# 卡什加人
卡什加人（Qashqai 、Qashqay, 和Kashkai），指生活在伊朗講突厥語的一個民族，人數約184萬，其中約96萬人分布於伊朗境內，主要分布於伊朗法爾斯省、胡齊斯坦省和伊斯法罕省，在法爾斯省設拉子市及其臨近地區人口比較集中。卡什加人原為遊牧民族，現在基本過定居生活；信仰伊斯蘭教，講卡什加語；該民族以編織卡什加地毯而聞名。

## 民族分布、人口及語言
分佈地區  伊朗中部和南部
人口 1,840,000人。
所屬分支 卡什加民族的源頭紛雜，主要由突厥人組成，但也包括魯爾人、庫德人和阿拉伯人，是一個由許多氏族所構成的混合體。
語言日常使用突厥語的烏古斯語支（又稱卡什加語），正式文書則使用波斯文（伊朗的官方語言）。

## 地理環境

### 分佈位置
伊朗法爾斯省、胡齊斯坦省、科吉盧耶-博韋艾哈邁德省、恰哈馬哈勒-巴赫蒂亞里省和伊斯法罕省南部，尤其是在法爾斯省的設拉子城和法拉什班德城附近。

## 歷史沿革

### 語言
歷史上，突厥語被認為是11～12世紀之間自中亞傳入伊朗的。

### 遷徙
中亞的部落迫於惡劣的生存環境，以及戰爭、衝突與動亂頻繁等因素，當地的遊牧民族時常會放棄本來生存的乾草原地帶，另覓新的放牧地。因此中亞地區的亞利安人、匈人、西哥德人先後入侵印度半島、伊朗、歐洲。突厥人也遺棄了他們棲息了數世紀之久的區域，翻越阿爾泰山進入裏海盆地，並不斷發展壯大，最終遍布於伊朗邊境至小亞細亞的廣大疆域上。

### 演變
歷史上，卡什加人被認為於11世紀時離開中亞，並於13世紀時進入伊朗，與成吉思汗西征的時間約略吻合。卡什加人的祖先隨後在高加索山的山坡上茁壯了起來，他們被稱為「白綿羊的部落」，並以歷史上唯一一個有能力抵禦帖木兒的侵擾的部落聞名於世。卡什加人在阿爾達比勒（伊朗西北部的古城）一帶生活了數世紀，直到16世紀上半葉，由於伊斯邁爾一世 （页面存档备份，存于）（伊朗蘇菲王朝 （页面存档备份，存于）的創立者）要求卡什加人的勇士捍衛國土，以抵禦葡萄牙人的侵擾。卡什加人遷徙到了伊朗（波斯）南部的法爾斯省，與波斯灣之間只有一道莫克蘭山的山脊作區隔。
卡什加人所組成的部落作為一個武裝政治團體，在19世紀末到20世紀初的伊朗社會中佔有舉足輕重的地位。第一次世界大戰時，卡什加人受到德國外交使節瓦思穆斯的影響，加入了同盟國的陣營，並成立游擊隊對抗進犯的英軍。第二次世界大戰時，卡什加人在納粹德軍無實際效用的援助之下，企圖抵抗英蘇兩軍的聯合入侵，但最終不敵兩軍的強大火力。大軍壓境之下，伊朗巴列維王朝統治者禮薩汗退位，伊朗境內的德國僑民被全數驅離。自此，伊朗成為英蘇兩軍在第二次世界大戰時的交通要道。1945至1946年間，包含卡什加人在內的數個伊朗部落組成部落聯盟，發起了一場大規模叛亂，英勇地抵禦了蘇聯的入侵。
1962至1964年間，卡什加人多次起義以抵制伊朗白色革命中缺乏配套措施的土地改革，然而，這些反叛很快便被政府鎮壓，許多部落因而安份了下來，最終絕大多數卡什加人的部落領袖遭到政府流放。直至1979年伊朗伊斯蘭革命推翻巴列維王朝後，當年被流放至美國與德國等國家的卡什加人才得以返回伊朗。

## 社會、家庭與婚姻

### 社會階層
在卡什加人的社會中，社會上層階級由掌握較多政治參與機會的男性組成，通常為大地主，他們的財富源自於對土地以及獸群的掌控；社會中間階層則由出租自己的勞動力給大地主的人所組成，這些勞工通常擔任全職的牧羊人或駱駝騎士，抑或是短期的佃農；社會最底層則是由那些絲毫沒有土地或獸群的人所組成，這些窮人不以金錢交易，而是以食物、布料、動物，或是其他物資進行交易。這些最底層的人們八歲時就被社會要求要自力更生以養活自己。

儘管卡什加婦女擁有的自由很少，她們仍在特定家庭事務上握有主導權，例如家中婚姻事宜的安排。然而，卡什加婦女最廣為世人所知的，非她們專業的編織技藝莫屬。

### 與現代政府之關係
卡什加各部落首領在20世紀前半時，由於武力強大和掌握政治實權，加上位居邊境，能影響國家事務，在與政府互動時常能握有較大的發話權；然而自1960年代開始，由於政府經濟政策轉向，開始打壓游牧產業，游牧人口減少，跟隨部落移動的人數也隨之降低，使得部落首領對卡什加部落的代表性逐漸降低，連帶導致首領政治權力下降。

## 產業與生活

### 生產方式
自游牧轉向定居放牧。
過去的卡什加人逐水草而居，夏天在什拉子城以北的高地上放牧，天氣漸涼時則往南遷徙約莫480公里到位在什拉子城最南端，靠近波斯灣的較溫暖、地勢較低的冬季駐紮地「Qishlaq」，待溫度回升時則北返回到夏季的駐紮地「Yailaq」。夏季時，卡什加人在札格羅斯山脈上3400～4500公尺的山坡上放牧；秋季時，卡什加人將階段性的離開山區，前往他們冬季位於溪澗畔的駐紮地放牧，直到來年四月再度踏上相同的旅程。卡什加人的季節性遷徙由部落的酋長所規劃與掌控，他們會謹慎的避開其他的村落與城鎮諸如設拉子或伊斯法罕，因為他們多達七百萬頭的羊群很可能會對這些地方造成嚴重的損失。然而，多數卡什加人今日已不再以傳統的游牧方式為生，而改採定居或部分定居的生活方式，這樣的趨勢在1960年代後有著顯著的提升。

## 信仰與節日

### 宗教
儘管卡什加人信仰什葉派伊斯蘭教，但他們鮮少遵從伊斯蘭教的制度，甚至可以說相當地不虔誠。只有極少數的卡什加人會遵守穆斯林一天禮拜五次的教條，而伊斯蘭教齋戒月時卡什加人也不齋戒，他們僅在婚事與喪葬方面遵守伊斯蘭教的儀式。卡什加人可說是為了維護其政治利益才信仰伊斯蘭教的。

## 藝術與文學

### 口傳文學
為了生存，游牧民族時常被迫與其他民族征戰，他們經常得四處遊蕩，且沒有以文件或書信檔案紀錄生活與歷史的文化。每每夜幕低垂，長者便會在營火邊講述部落引以為傲的英勇戰事給年輕人聽，部落的史詩與傳說便藉由這種父傳子，子傳孫的口頭方式一代代的傳了下來。

### 其他
卡什加地毯

## 民族英雄—羅斯坦

#### 求學過程
羅斯坦生於1949年。在羅斯坦六歲時，卡什加人民族同盟首領的伊爾哈尼，同意羅斯坦進入他的帳篷學校學習，這是一所由卡什加企業家創立的學校，背後有美國和伊朗少數民族教育團體的金費贊助。1960年羅斯坦在父親的建議下到法拉什班德(Farrashband)繼續完成學業。

#### 革命導火線
1963年穆罕默德．李薩．巴列維(Mohammad Reza Pahlavi)在伊朗推行白色革命，推動伊朗現代化，希望能使伊朗成為一個經濟和工業強國。他在由身為卡什加人的波斯坦統治的法爾斯省推動土地改革，巴列維將波斯坦驅逐出伊朗，並企圖將卡什加人的土地沒收，再將這些土地規畫給使用波斯語且非遊牧民族的佃農們。羅斯坦的父親在這場抗爭中去世，羅斯坦隨即由法拉什班德回到家鄉參加父親的喪禮，這段期間他注意到了卡什加人與當地警察之間的衝突。

#### 抗爭過程
1965伊朗政府獲得美國在軍事上的支持，政府因而加強了對於卡什加人的控制，羅斯坦和當地年輕人建立的反政府組織旋即被摧毀。事後，他回到家鄉並認識了一位庫德族少年薩南達吉（Sanandaj），羅斯坦從他那得知了伊朗境內的庫德族與鄰近伊朗地區及土耳其境內的庫德族之間的問題，也意識到了許多少數民族處於被政府壓迫的困境。1967年羅斯坦計畫到歐洲拜訪一位卡什加聯盟的領導者，庫斯洛可汗（Khusrow Khan）。庫斯洛在被驅逐出伊朗後一直默默提供資金給卡什加青年，幫助他們前往歐洲，而羅斯坦正是他的其中一位。在歐洲的這幾年，羅斯坦拜訪了許多伊朗的少數民族群體，以庫德族和俾路支人(Baluch)居多，他發現許多少數民族都同樣受到政府的監控、經濟壓迫以及文化歧視，政府也經常忽略其訴求。
1980年的全國大選中，庫斯洛被選為伊朗伊斯蘭共和國的第一屆神職人員，卻在選舉後遭到神職人員的懷疑，並被革命衛兵追捕，庫斯洛隨即逃亡到南方卡什加人生活的區域，隨後卡什加人建立了防禦組織。1982年的春天，反抗組織遭到包圍，在一位設拉子市的中介人物的幫助下，庫斯洛和幾位重要的成員偷偷前往設拉子市，不料卻在幾日後遭到幾位族人揭露了他藏匿的地點。衛兵很快便包圍庫斯洛，並在法拉什班德將他處決，同時驅逐組織多數重要成員。羅斯坦也遭到革命衛兵包圍並被當場射殺，事後他的屍體被粗暴的丟入Land Rover。羅斯坦的家人始終不知道羅斯坦被衛兵帶去何處。

## 現況

### 部落聯盟

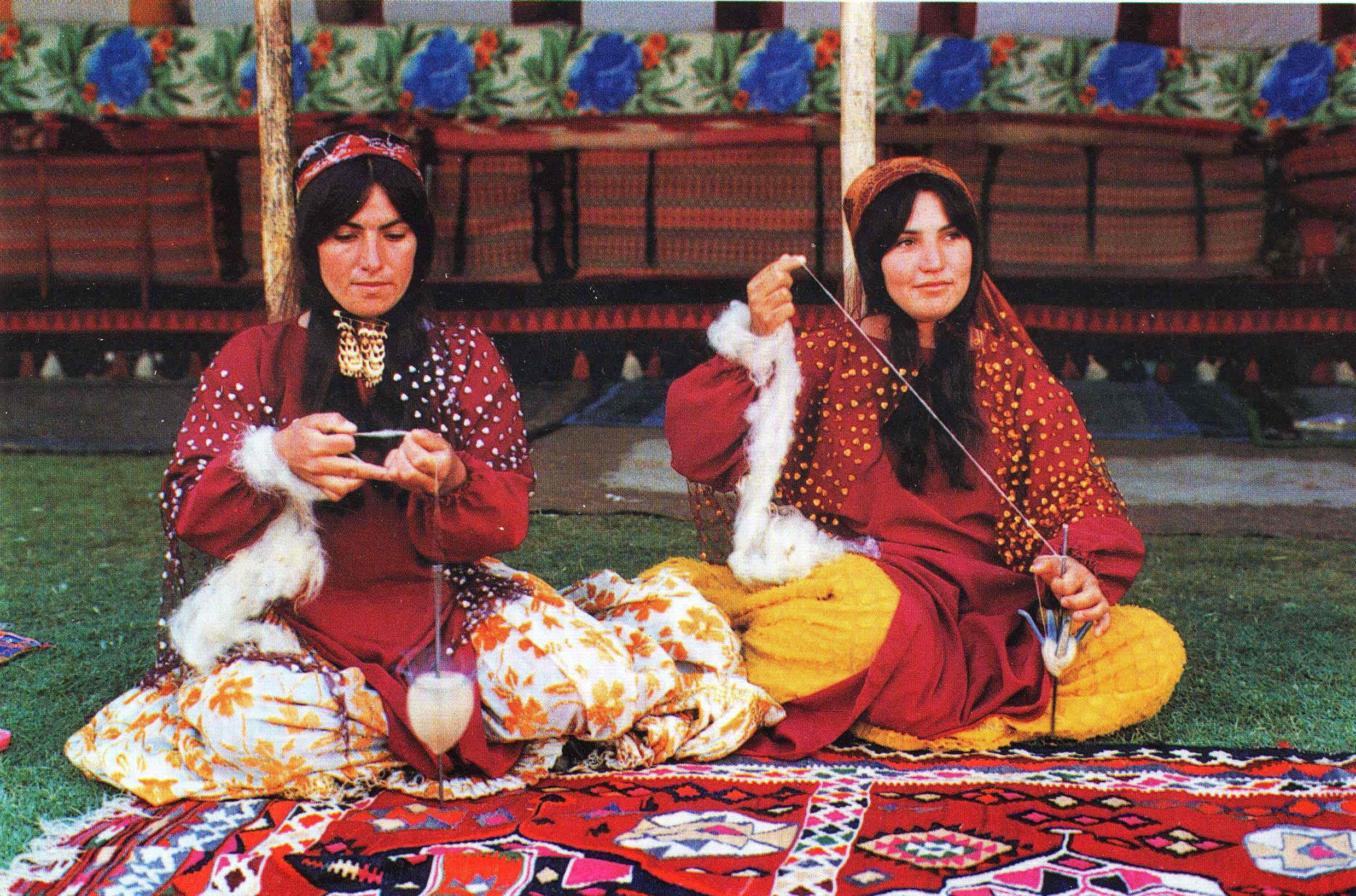
卡許庫里部落編織中的婦女

卡什加部落聯盟主要由達勒蘇里（Dareshuri）、法西瑪丹（Farsimadan）、雪許伯魯基（Sheshboluki）、阿瑪烈（Amaleh）、卡許庫里（Kashkuli）五個部落組成。
- 阿瑪烈（Amale / Amaleh）：阿瑪烈部落由過去伊兒汗國自卡什加各部落中徵召與選派的衛士、家庭技工或酋長所組成[18]。截至1956年，阿瑪烈部落共有近6000個家戶。[19]
- 達勒蘇里（Dere-Shorlu / Dareshuri / Darehshouri）：達勒蘇里據說是在伊朗桑德王朝執政時加入卡什加部落聯盟的[20]。根據波斯政府一項1981年的統計資料，達勒蘇里部落共有5169個家戶，約莫27396名人口[21]。達勒蘇里人是卡什加各部落中最優秀的牧馬人。雷薩·沙·巴列維（Reza Shah Pahlavi）對遊牧民族的強制定居政策致使達勒蘇里人損失了80～90%的馬匹，直至第二次世界大戰之後馬匹的數量才逐漸復原[22]。
- 卡許庫里（Kashkollu / Kashkuli）：第一次世界大戰時，卡許庫里人支援英軍對抗阿杜德·道萊 （页面存档备份，存于）（伊朗白益王朝君主）以及德國外交使節瓦思穆斯。戰後，阿杜德·道萊遣散了卡許庫里的酋長們，使他們經濟狀況變差，並引發了卡許庫里部落的分裂[23]。阿杜德·道萊賦予兩個忠於他的卡許庫里分支獨立於原先卡許庫里部落的地位，分別是卡許庫里-庫札克（小卡許庫里）與喀拉札西部落。原先的卡許庫里部落則被稱為卡許庫里-伯祖格（大卡許庫里）[24]。根據一項1963年的統計資料，大卡許庫里部落共有4862個家戶。據奧立佛‧加洛德所言，卡許庫里-伯祖格尤其以他們具有格狀花紋的羊毛毯子及高品質的地毯與禮服為人所知[25]。
- 法西瑪丹（Eymur / Farsimadan）：法西瑪丹人聲稱他們源自於哈拉吉人，在定居波斯南部前，法西瑪丹人曾棲居與哈拉吉斯坦（位於德黑蘭西南部）[26]。由1590年10月法斯瑪丹人因為反叛阿拔斯一世（蘇菲王長）而被處罰的歷史記載，可知法西瑪丹人在16世紀晚期就已經居住於法斯省了[27]。根據一項1982年的估測，法西瑪丹部落共有2715個家戶，約莫12394名人口[28]。
- 雪許伯魯基（Sheshboluki）

## 相關圖片

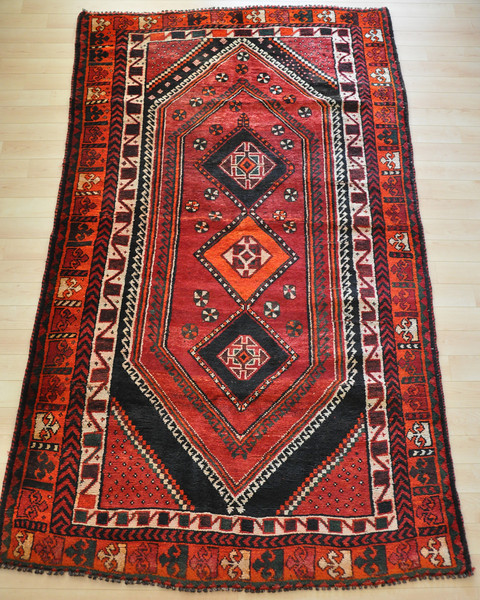
出產於安納托利亞東部的傳統卡什加地毯
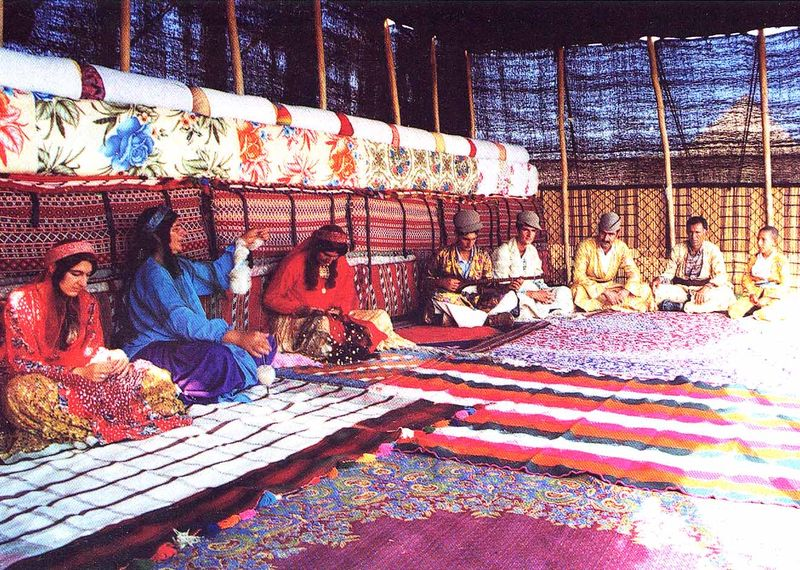
卡什加人的氈帳內部
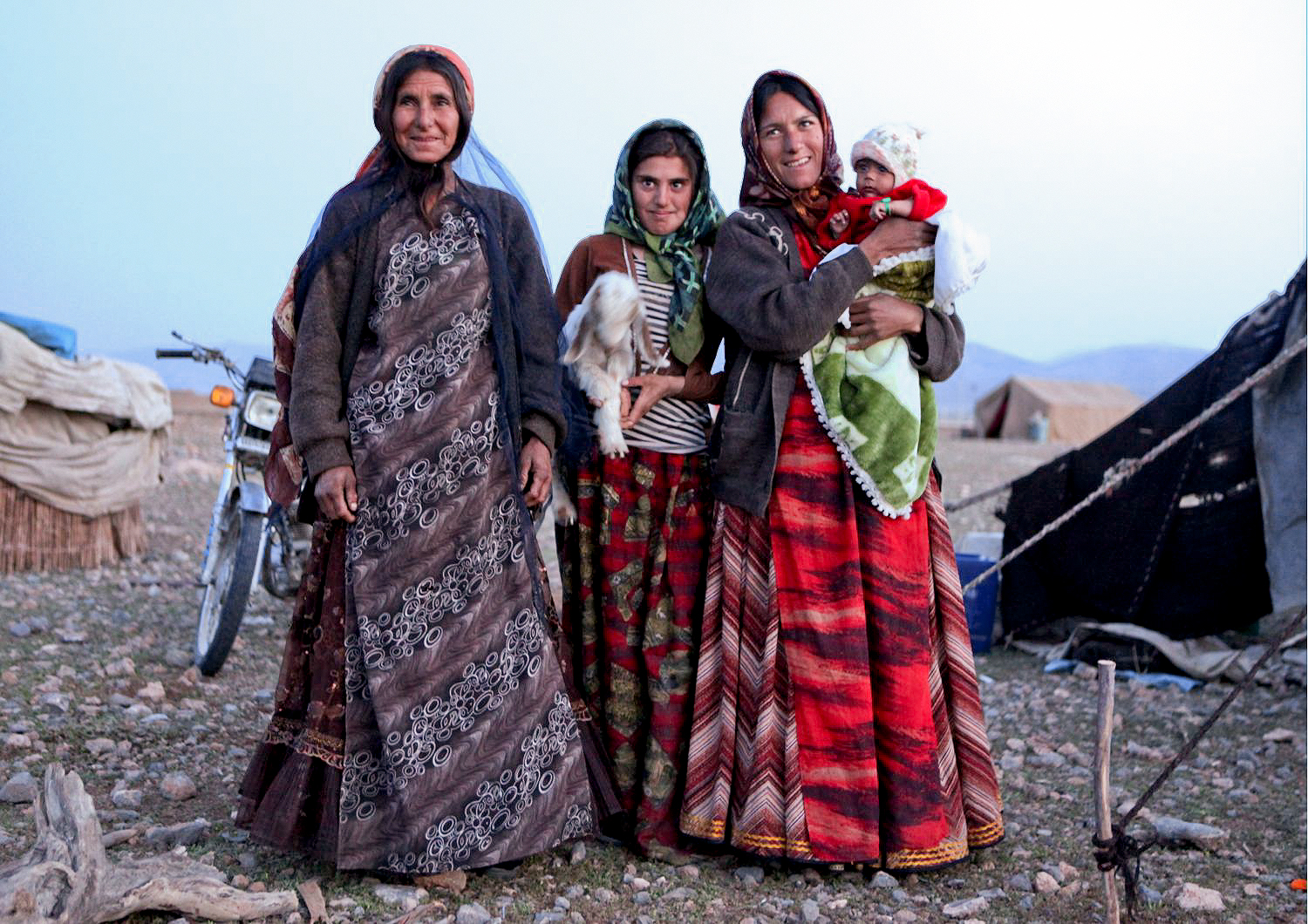
卡什加婦女們
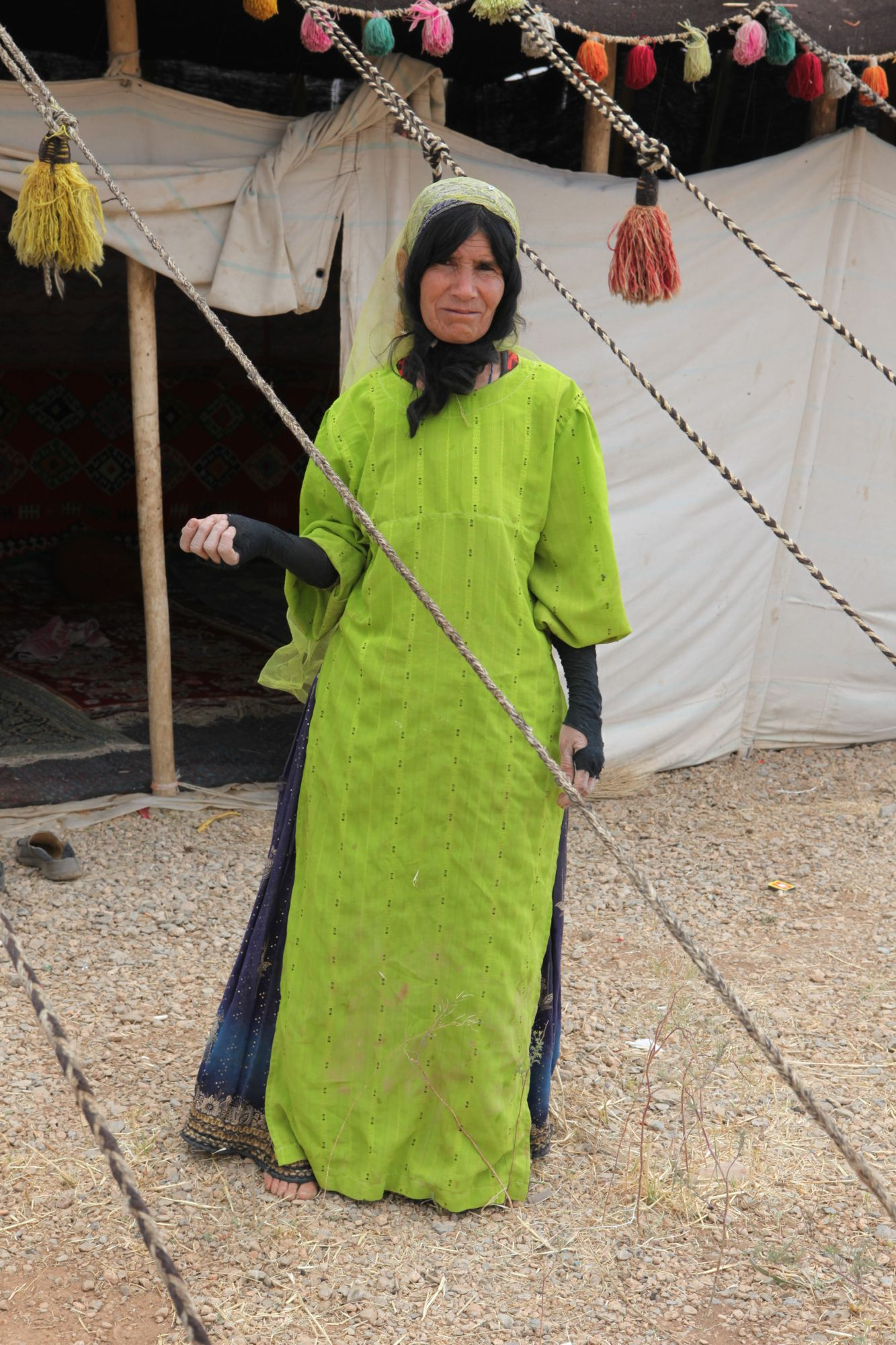
卡什加婦女